# Чиаурели, Рамаз Михайлович
Рама́з Миха́йлович Чиауре́ли (род. 8 ноября 1977, Москва, РСФСР, СССР) — российский теле- и радиоведущий, актёр и шоумен.

## Биография
Рамаз Чиаурели родился 8 ноября 1977 года в Москве, крещён в Грузии. Внук Рамаза Чиаурели — родного брата актрисы Софико Чиаурели.
Параллельно с учёбой в Московском государственном лингвистическом университете с подачи Ильи Булавинова он начал работать журналистом в газете «Коммерсантъ», его статьи выходили до апреля 1999 года. По окончании университета в 1999 году он на протяжении шести лет работал комментатором спортивной редакции НТВ-Плюс, где он комментировал теннисные матчи и горнолыжные соревнования. Также он вёл спортивные новости на канале НТВ с 2001 по 2005 год.
Автор цикла программ, посвященных автоспорту, а именно чемпионату мира по автогонкам в классе FIA GT «Русские в GT», в котором принимали участие лучшие российские пилоты Алексей Васильев и Николай Фоменко.
В 2004—2006 годах был ведущим церемонии вручения призов ярчайшим представителям политической и деловой элиты России, организованной журналом «Деловые люди».
В 2005 году он стал ведущим реалити-шоу «Цепи», имевшем успех на канале Муз-ТВ. Тогда же вместе с Александром Кузмаком создал и вёл программу «Спортивный проспект» на радиостанции «Русская служба новостей».
С 2006 года Рамаз становится ведущим «Радио Спорт». В этом же году Рамаз вернулся к династическим пристрастиям и снялся в многосерийном фильме «Бес в ребро».
Рамаз Чиаурели имеет опыт проведения торжественных церемоний, организованных крупнейшими российскими компаниями. В 2006 году он вёл церемонию вручения грантов культурного фонда Владимира Потанина лучшим российским музеям «Современный музей в современном мире».
С апреля 2008 по февраль 2009 года был ведущим ток-шоу «Дело принципа» на телеканале «ТВ Центр».
С апреля 2008 по декабрь 2011 года вёл передачи «Парк культуры и отдыха» и «Чио-чио шоу» на радио «Маяк». С 17 января по 2 сентября 2011 года вел программу «Экстренный вызов» на телеканале «РЕН ТВ». С сентября 2012 по апрель 2015 — ведущий программ «Новости содружества. Культура» (позже — «Новости культуры», «Культпросвет») на телеканале «Мир».
В 2010 году окончил Театральный институт им. Бориса Щукина (курс Л. Ворошиловой и Р. Овчинникова). С мая 2014 года — актёр камерного театра «Диалог».
В 2015 году ненадолго вернулся на НТВ. С апреля 2015 по май 2016 года вёл выпуски информационной программы «Сегодня» на данном телеканале.
С 22 августа по 28 ноября 2016 года — ведущий линейного эфира выпусков новостей круглосуточного информационного телеканала «Россия-24». Работал в штабе ЛДПР во время парламентских выборов 2016 года. В сентябре 2016 года на телеканале вышел его первый специальный репортаж «Скорость. Экодук» об открытии первого в России моста для диких зверей, построенного в Калужской области.
С июля 2017 года — ведущий линейного эфира радиостанции «Коммерсантъ FM».

## Фильмография
- 2006 — Бес в ребро, или Великолепная четвёрка — Никита, сын Игоря
- 2006 — Врачебная тайна — Егор Иванов
- 2010 — Достоевский
- 2011 — Москва. Три вокзала — Игорь Рувимский (62-я серия)
- 2012 — Икорный барон — Кучерявый, браконьер (фильмы «Ветеринарный контроль» и «Сети зла»)
- 2012 — Мент в законе-5 — Жека (фильм № 4 «Жизнь за жизнь»)
- 2012 — УГРО. Простые парни-4 — «Шайтан» (фильм № 2 «Золото»)
- 2013 — Второй убойный-2 (фильм № 1 «Итальянская кухня»)
- 2013 — Репетиции — врач скорой
- 2013 — Маяковский. Два дня
- 2013 — Братаны-4 — Тимур Гагуа, старший лейтенант (фильм № 1)
- 2014 — Берцы
- 2014 — Метод Фрейда — Никита, программист (2-й сезон, 2-я серия)
- 2015 — Профиль убийцы-2 — Евгений Фёдорович, прокурор (фильм № 3 «Байкальский зверь»)
- 2015 — Наследники — режиссёр ток-шоу
- 2015 — Склифосовский (4-й сезон)
- 2016 — День выборов 2 — диктор телеканала «Волга-ТВ»
- 2021 — Призвание — Мамука Гвазава
- 2022 — Одиннадцать молчаливых мужчин — Марк
- 2022 — Психология преступления. Красное на белом — Гена